# Voci dal nulla (I Racconti di Mezzanotte)
Voci dal nulla è il quarto libro della serie I racconti di mezzanotte di Nick Shadow, uno dei pseudonimi usati dallo scrittore inglese Allan Frewin Jones.

## Trama
Kate Openshaw ha la madre affetta da una malattia apparentemente incurabile. Dopo una sua visita all'ospedale, la ragazza va anche a trovare la tomba di sua nonna al cimitero; lì comincia a sentire strani voci, che nessun altro sente e che da quel momento la perseguitano. Scopre che sono conversazioni provenienti dal futuro e, chissà come, lei riesce a captarle. Dopo un'altra visita alla madre, che sta guarendo sempre di più, la donna le spiega che si tratta di un potere che si trasmettono da quando la bis-bis nonna di Kate fu colpita da un fulmine che al contempo centrò un palo di un telegrafo. La madre di Kate aveva cercato di non passarglielo, ma così era stata sempre più male, finché non aveva ceduto, baciandola vicino all'orecchio alla sua ultima visita. Kate la perdona, e la madre promette di insegnare a padroneggiarlo. Una volta a casa, però, la ragazza sente una futura conversazione telefonica, nel quale si programma di rubare la collezione di monete d'oro del padre della sua migliore amica Susie. Dopo aver inutilmente provato ad avvertire la polizia, ma non creduta, Kate va personalmente a casa dell'amica, via per il week-end con la famiglia, per provare a fermare i ladri; mentre si avvia, sente nuovamente nella sua testa i due ladri parlare, discutendo sull'uccidere qualcuno, dopodiché, per la prima volta, Kate smette di sentire le voci nella sua testa. La ragazza entra nella casa di Susie, ma viene scoperta dai manigoldi. Si scopre così che la ragazza da uccidere era proprio lei.